# ژئودزیک پلی‌آرن

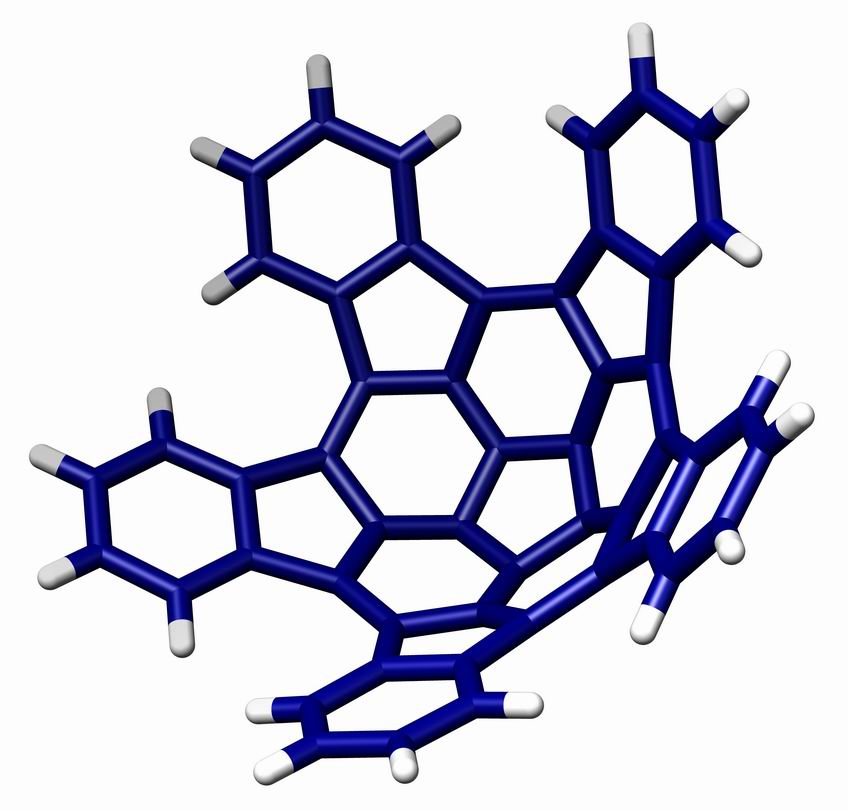
ساختار بلوری پنتاایندنوکورانولن

ژئودزیک پلی‌آرن ها(به انگلیسی: Geodesic polyarene) در شیمی آلی به دسته‌ای از هیدروکربن‌های آروماتیک پلی‌سیکلیک گفته می‌شود که تشکیل یک سطح مقعر یا محدب را می‌دهند. ترکیباتی چون فولرن، نانولوله کربنی،  کورانولن، هلیسن و سومانن، نمونه‌های از این دسته ترکیبات هستند.